# Jolt
Jolt é um filme de ação americano, dirigido por Tanya Wexler, a partir de um roteiro de Scott Wascha.

## Elenco
- Kate Beckinsale como Lindy
- Bobby Cannavale como Detetive Vicars
- Laverne Cox como Detetive Nevin
- Stanley Tucci
- Jai Courtney como Justin

## Produção
Em abril de 2019, foi anunciado que Kate Beckinsale se juntou ao elenco do filme, com Tanya Wexler dirigindo um roteiro de Scott Wascha. Em julho de 2019, Bobby Cannavale, Laverne Cox, Stanley Tucci e Jai Courtney juntaram-se ao elenco do filme. As gravações começaram em julho de 2019.

## Lançamento
O filme foi lançado em 23 de julho de 2021, pela Amazon Studios.

## Recepção
Jolt tem 39% de aprovação no site Rotten Tomatoes, com base em 23 avaliações dos críticos. No Metacritic, o filme tem uma classificação de 45 em 100, com base em 8 críticos, indicando "críticas mistas ou médias". Em sua crítica para o The Age, Jake Wilson disse que "a comédia de ação de Tanya Wexler, Jolt, está longe de ser um bom filme, mas tem uma premissa de filme B muito boa."